# Bisseuil
Bisseuil is een plaats en voormalige gemeente in het Franse departement Marne in de regio Grand Est en telt 620 inwoners (2005). De plaats maakt deel uit van het arrondissement Épernay.

## Geschiedenis
Bisseuil viel onder het kanton Ay totdat dit op 22 maart 2015 werd opgeheven en de gemeente werd opgenomen in het op die dag gevormde kanton Épernay-1. Op 1 januari 2016 fuseerde de gemeente met de gemeenten Ay en Mareuil-sur-Ay tot de commune nouvelle Aÿ-Champagne.

## Geografie
De oppervlakte van Bisseuil bedraagt 10,0 km², de bevolkingsdichtheid is 62,0 inwoners per km².
De onderstaande kaart toont de ligging van Bisseuil met de belangrijkste infrastructuur en aangrenzende gemeenten.

## Demografie
Onderstaande figuur toont het verloop van het inwonertal (bron: INSEE-tellingen).